# 3612 Peale
3612 Peale este un asteroid din centura principală, descoperit pe 13 octombrie 1982 de Edward Bowell.